# On30ゲージ
On30ゲージまたはOn2-1/2とは縮尺1/48・軌間16.5mmの鉄道模型の規格名称である。

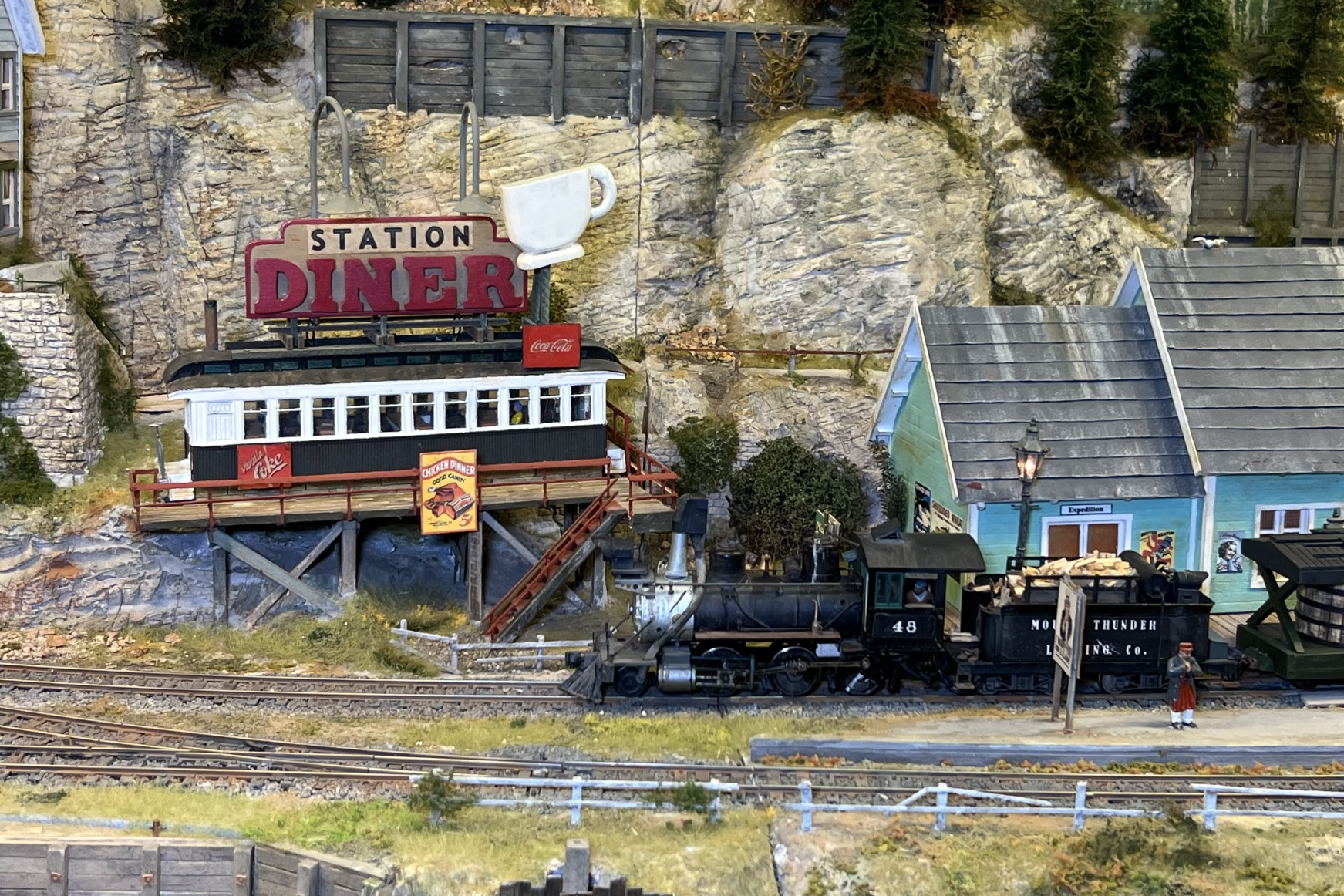
Layout Stirmouth & Southern Railroad Company in On30 gauge, based on the Bachmann Industries models.

## 概要
アメリカで3フィートの狭軌鉄道をOスケール(縮尺 1/48)で再現する場合、従来は専用の軌間19.05 mmのレールを使用していた。
しかし、より手軽に狭軌鉄道模型を楽しむために一部の愛好家の間でHOゲージで使用される軌間16.5mmのレールを流用する動きがあり、その後、バックマンから製品が発売されたことで普及に拍車がかかり、現在では狭軌鉄道模型の一大勢力となった。尚、実物で軌間30インチの路線は森林鉄道でいくつか存在していた事が確認される。